# Едвард Кокер
Едвард Кокер (англ. Edward Cocker; 1631 — 22 серпня 1676) — англійський гравер. Також викладав письмо і арифметику. Автор підручника «Арифметика», що був широко розповсюджений у Британії у XVII—XVIII століттях і був перевиданий понад 100 разів.     
В англійській мові з Кокером пов'язаний вислів «according to Cocker» — «як за Кокером», «відповідно до Кокера», тобто «правильно», «точно», «за всіма правилами». 